# Ionuț Larie
Ionuț Larie (* 16. Januar 1987 in Constanța, Kreis Constanța) ist ein rumänischer Fußballspieler. Seit 2014 steht der Innenverteidiger bei Tobyl Qostanai unter Vertrag.

## Karriere
Nach zwei Saisonen wechselte er von Constanța zu CFR Cluj. Am 27. Juli 2014 feierte Ionuț sein Debüt für Cluj im Spiel gegen seinen ehemaligen Klub FC Viitorul Constanța, das Spiel endete 2:2. Dort gewann er mit dem Pokalsieg 2016 seinen ersten Titel.

## Erfolge
- Rumänischer Pokalsieger: 2016